# 덕화티비
《덕화티비》는 KBS 2TV에서 2019년 2월 26일~2019년 9월 10일까지 방송되었던 텔레비전 프로그램이다.

## 역사
'덕화티비'는 연기경력 48년차인 이덕화가 1인 방송 크리에이터에 도전하는 고군분투기를 담은 예능 프로그램으로 정식 방송 전에 유튜브 채널을 개설하였다.
《덕화티비》는 KBS의 예능본부가 아닌, KBS 시사교양본부에서 제작하는 예능프로그램이다. KBS 시사교양본부는 사내 공모를 통해 기획된 프로그램으로 “교양과 예능의 장르가 허물어지고 있다. 어떻게 하면 더욱 많은 시청자들에게 좋은 콘텐츠를 전달하는가에 초점을 맞추고 제작한다."고 밝혔다.
《덕화티비》는 방송에 앞서 유튜브에 '덕화티비'라는 채널을 개설한 후 1인미디어 크리에이티브로 변신한 이덕화가 '혼밥 체험', '조기축구회', 'ASMR', '방탄소년단 뮤직비디오 리액션' 등 짤막한 동영상을 올렸다. 방송 전 유튜브 '덕화티비' 구독자는 2만 6천명을 넘었다.

## 제작발표회

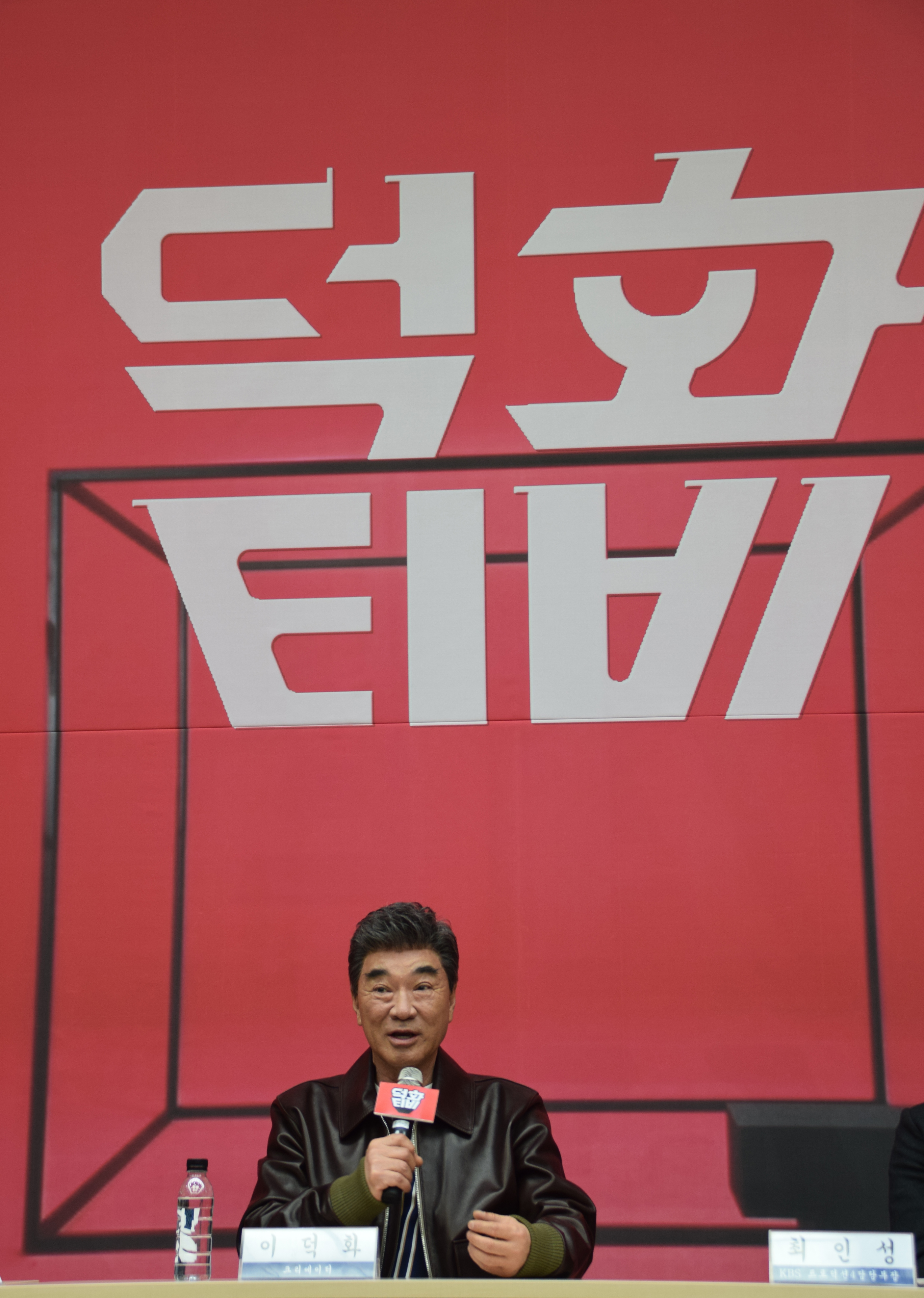
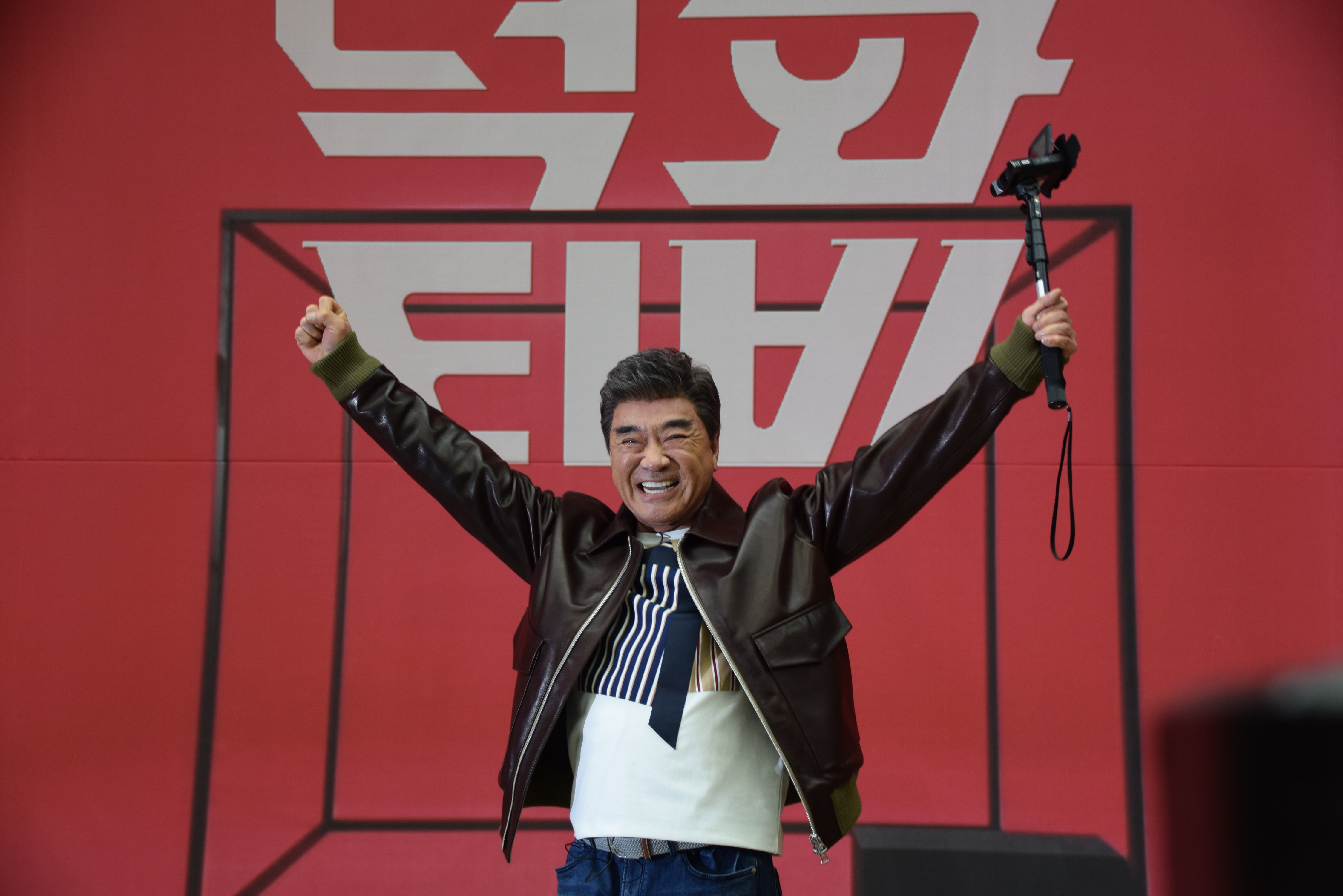
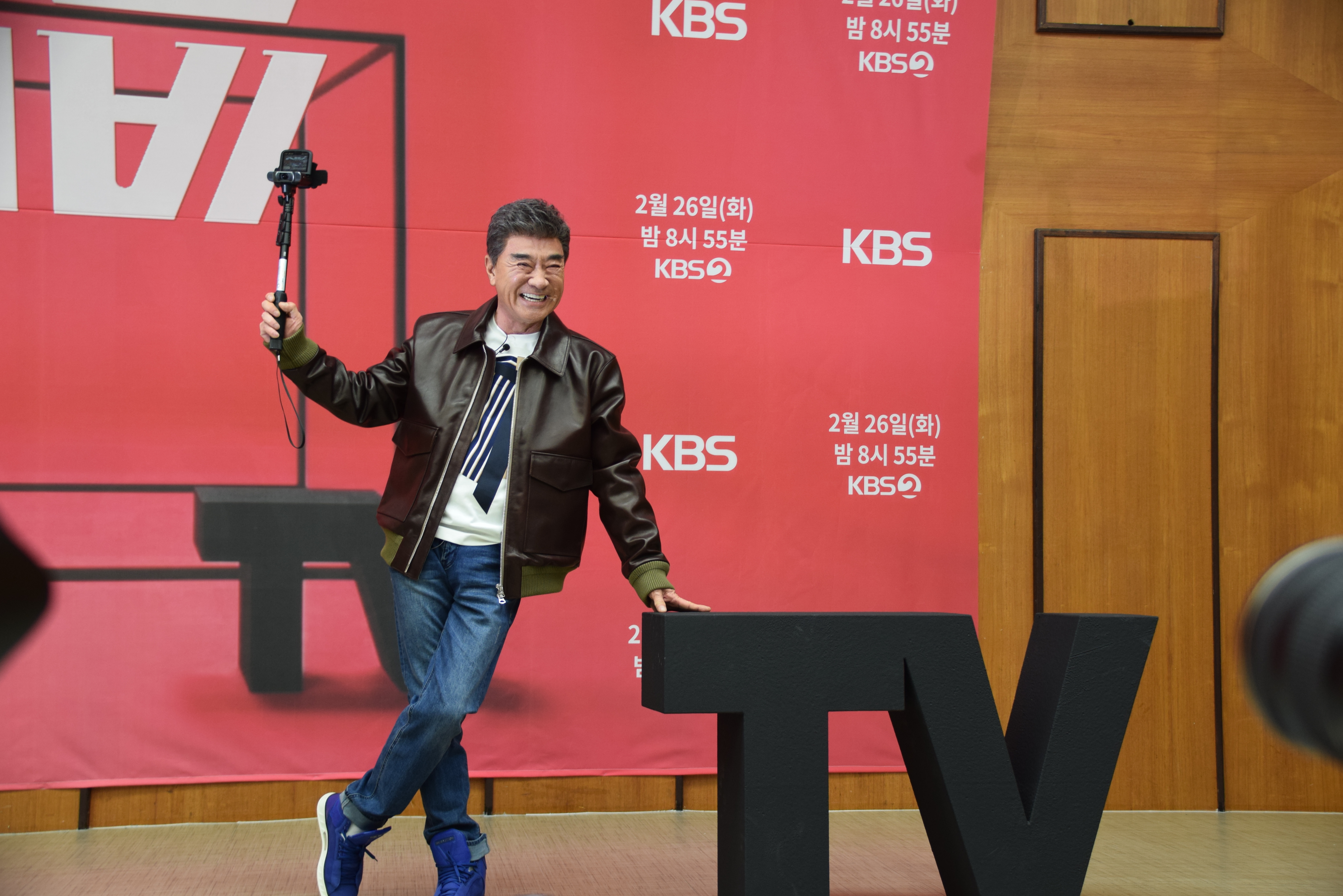
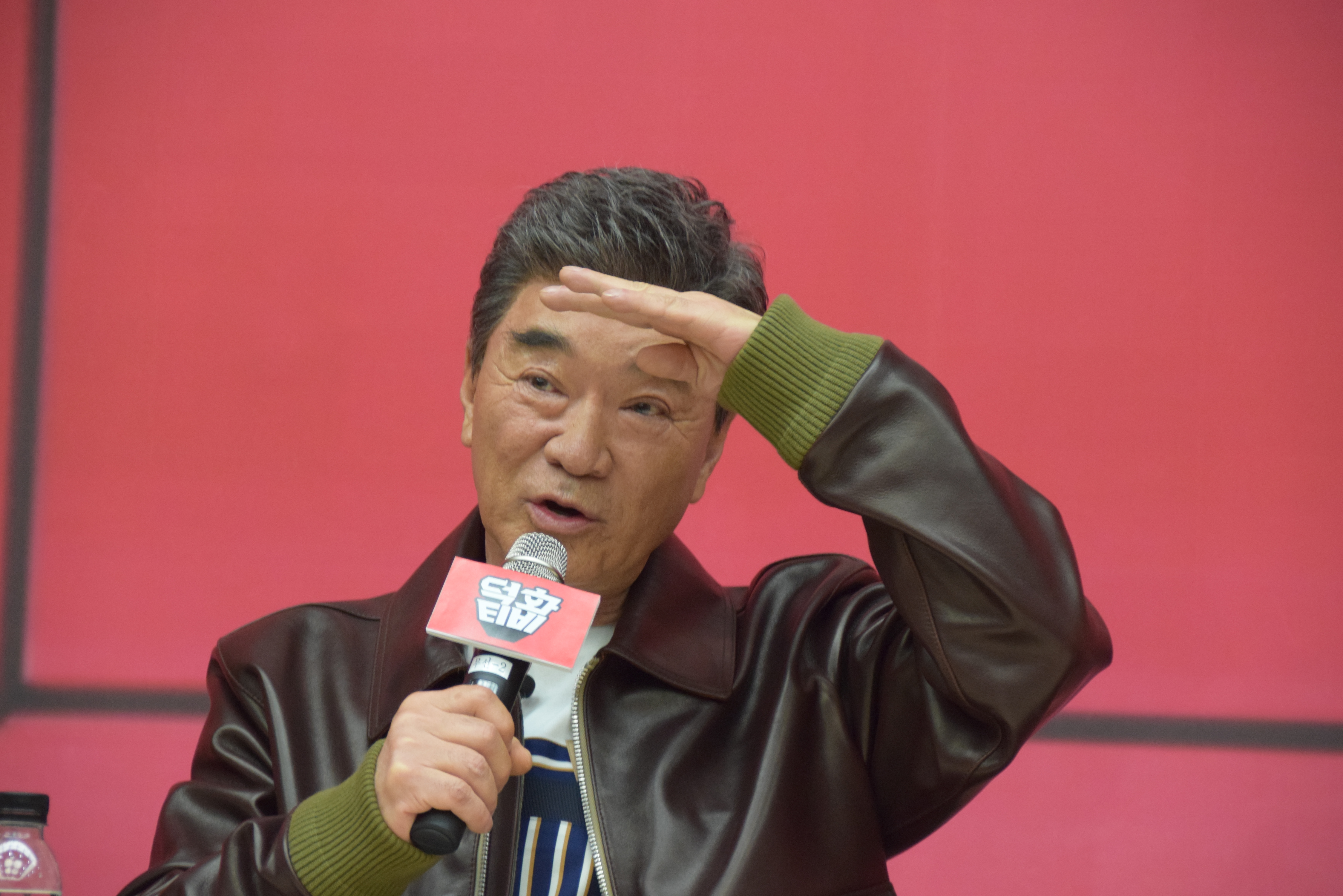
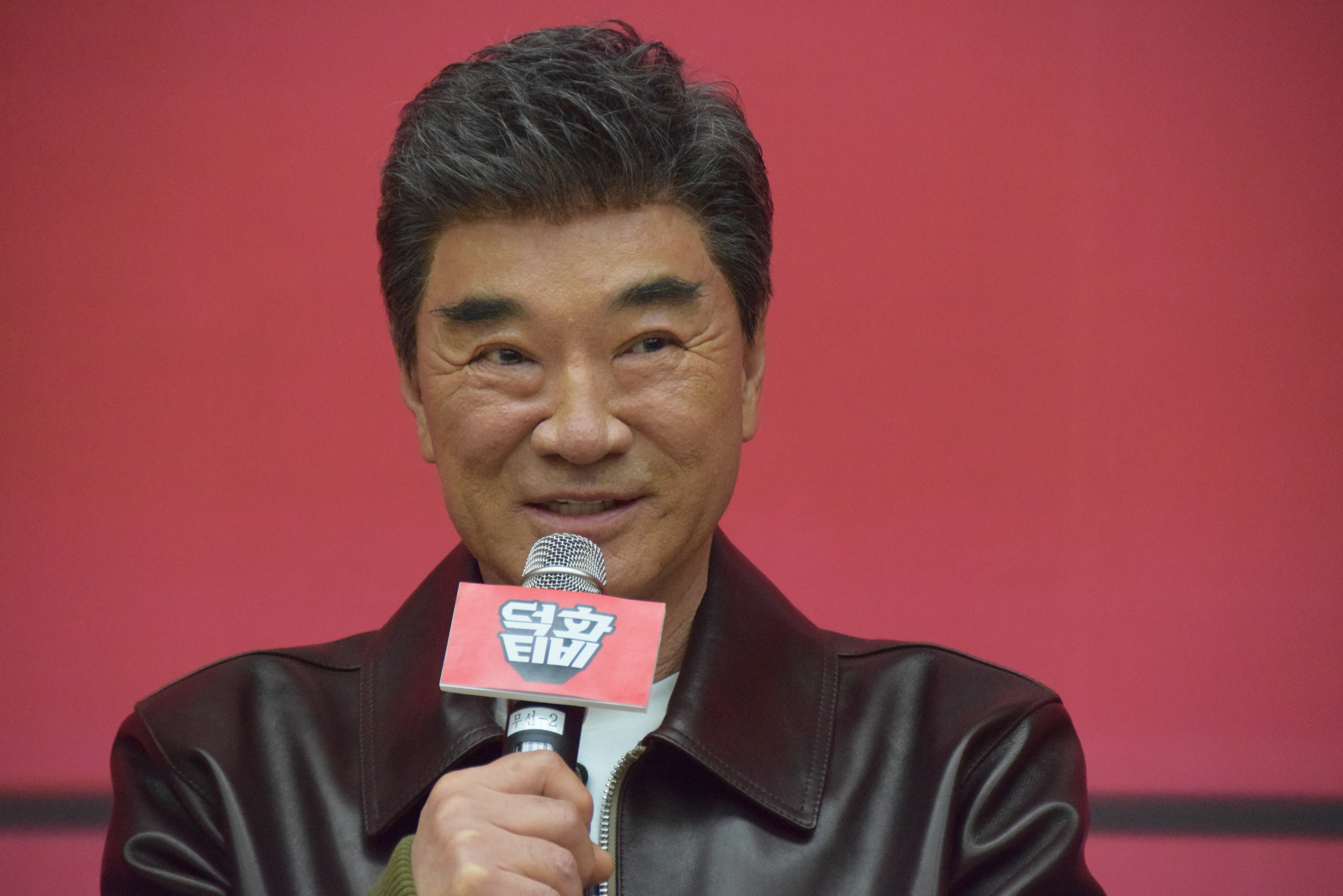

《덕화티비》는 방송을 하루 앞두고 2019년 2월 25일 오후, 여의도 KBS본관 국제회의실에서 프로그램 제작발표회를 열었다. KBS 김선권 아나운서의 사회로 진행된 이날 행사에는 이덕화와 연출을 맡은 심하원 피디가 참석하여 프로그램에 대한 소개를 했다.
"덕화예요~"…이덕화, '덕화TV' 첫 방송 만에 3사 시청률 1위 보관됨 2019-02-27 - 웨이백 머신
'덕화티비' 이덕화 1인 방송 도전기..KBS 공채 1기 미모의 아내 최초 공개 [Oh!쎈 컷]

## 방송 시리즈
| 방송 시즌 | 방송 횟수 | 프로그램명            | 방송 기간                         | 출연진 및 패널         | 스페셜 게스트                                           |
| --------- | --------- | --------------------- | --------------------------------- | ---------------------- | ------------------------------------------------------- |
| 1기       | 6부작     | 덕화티비              | 2019년 2월 26일 ~ 2019년 4월 2일  | 이덕화                 | 이 부분은 덕화티비의 에피소드 목록 문서를 참고하십시오. |
| 2기       | 8부작     | 덕화티비 2 : 덕화다방 | 2019년 7월 23일 ~ 2019년 9월 10일 | 이덕화, 김보옥, 허경환 | 이 부분은 덕화티비의 에피소드 목록 문서를 참고하십시오. |